# Stitch!
Stitch! (originaltitel: スティッチ!) är en japansk TV-serie. Den är en spin-off av Disney's Lilo & Stitch-franchise och fungerar som franchisens andra TV-serie efter Lilo & Stitch TV-serien. Den sändes i Japan från oktober 2008 till juni 2011 och senare togs emot ytterligare två specialfilmer från 2012 och 2015.

## Japanska originalröster
- Stitch - Kōichi Yamadera
- Yuna - Motoko Kumai
- Jumba - Shōzō Iizuka
- Pleakley - Yuji Mitsuya
- Obaa - Hisako Kyōda
- Kijimuna - Kappei Yamaguchi
- Gantu - Unshō Ishizuka
- Hämsterviel - Hiroshi Yanaka
- Reuben - Kōji Ochiai